# Aprostocetus hagenowii
Aprostocetus hagenowii é uma espécie de insetos himenópteros, mais especificamente de vespas pertencente à família Eulophidae.
A autoridade científica da espécie é Ratzeburg, tendo sido descrita no ano de 1852.
Trata-se de uma espécie presente no território português.